# Claus Clauberg
Claus Clauberg, eigentlich Gerhard (Emil Friedrich) Clauberg (* 12. April 1890 in Schwerin; † 15. März 1963 ebenda) war ein deutscher Musiker, Musikpädagoge und Komponist.

## Leben
Claus Clauberg, Sohn des Prokuristen Oscar Clauberg und dessen Frau Auguste, geb. Engel, studierte Musik in Leipzig. Am dortigen Konservatorium erhielt er von 1907 bis 1910 Unterricht von Emil Paul und Oswin Keller. Stephan Krehl und Max Reger gehörten auch zu seinen Lehrern. 1912 bis 1944 arbeitete er als Korrepetitor, Klavierbegleiter und Musikpädagoge in Berlin. 1921 wurde er von Rosa Valetti als Hauskomponist an ihr Cabaret Größenwahn verpflichtet. Auch im Kabarett Schall und Rauch und Wanderratten wurden Couplets und Chansons von ihm gespielt. Im Arbeiterkabarett Die Wespen vertonte er Gedichte von Erich Weinert und Kurt Tucholsky (Mutterns Hände). 1928 schrieb Clauberg die Musik zu zwei Filmen ( Im Anfang war das Wort... 80 Jahre sozialistische Arbeiterpresse und Freie Fahrt). Im selben Jahr war Carl Clauberg vorübergehend Mitglied in der SPD. Für Claire Waldoff schrieb er allein 60 Stücke. Insgesamt stammen etwa 90 Lieder von ihm. Ende 1930 ging er zum Kabarett Die Pille. Am 11. Februar 1936 verhängten die Nationalsozialisten ein Aufführungsverbot, allerdings nur vorübergehend und nur für den Rundfunk. Bereits im Dezember 1936 wurde das Verbot wieder aufgehoben. Dies geschah u. a. durch Intervention des Kreishauptstellenleiters der NSDAP Otto Nibuhr, der darauf hinwies, dass sich Claus Clauberg uneigennützig für Parteiveranstaltungen zur Verfügung gestellt und auch Beiträge für ein nationalsozialistisches Kabarett geliefert habe. Clauberg selbst beschwerte sich am 22. Juli 1936 über das Verbot u. a. mit dem Hinweis darauf, dass mit Schluss des Jahres 1930 alle Beziehungen zu den Linkskreisen erloschen seien und er besonders in Künstlerkreisen ganz offen für Hitler eingetreten sei. Sein Kampf für ein gesundes Lied stünde seit 16 Jahren fest. „Daran haben die Juden nichts ändern können“. Ab 1944 war er Direktor der Musikschule Wittenberge/Schwerin.
Nach dem Ende des Zweiten Weltkriegs lebte Claus Clauberg in Schwerin und beteiligte sich am kulturellen Neubeginn in Mecklenburg. Er wirkte von 1953 bis 1956 am Aufbau der Volksmusikschulen Perleberg und Wittenberge mit und veranstaltete Vortragsabende in Schwerin und anderen Orten in Mecklenburg. Er war Landesleiter der Gewerkschaft für Kunst und Schrifttum und betätigte sich als Musikkritiker und Publizist. Clauberg war Mitglied des Verbandes Deutscher Komponisten und Musikwissenschaftler Schwerin. Er komponierte Kammermusik, Orchester- und Instrumentalwerke, zwei Opern und Lieder zu plattdeutschen Texten.
Sein Nachlass (Musikautographe, Romanfragment, Totenmaske) befindet sich in der Landesbibliothek Mecklenburg-Vorpommern Schwerin. Sein Grab liegt auf dem Alten Friedhof am Obotritenring in Schwerin.

## Werke
- um 1900: Mecklenburgischen Tänze, Mecklenburgischer Hochzeitsmarsch, Dorfidyllen
- 1921 Die schwarze Durchlaucht (Operette)
- 1923 Barfüßele (Märchen-Pantomime)
- 1925 Der Tod des Musikers (Text vertont von Robert Alfred Kirchner, 1925 am Schweriner Staatstheater uraufgeführt)
- 1928 Am Anfang war das Wort (Filmmusik)
- 1937 Salzburger Suite und Böhmerland Suite für Orchester
- 1938 Schönhengster Suite für Orchester
- 1938 Ostpreußische Suite (dreisätzige Suite für Singstimme und Orchester)
- 1952 Erntereigen (Tanzfolge)
- 1953 Am Ufer der Warnow, Walzer für Zupforchester
- 1956 Burggarten-Fanfare